# Vlag van Akkrum

Vlag van Akkrum

De vlag van Akkrum is het dorpsvlag van het Nederlandse dorp Akkrum, in de Friese gemeente Heerenveen. Bij gemeenteraadsbesluit van 8 december 1985 zijn een wapen en een vlag vastgesteld voor de 18 dorpen van de voormalige gemeente Boarnsterhim. De vlag werd in 1986 geregistreerd.

## Beschrijving
De beschrijving van de vlag is als volgt:
Twee lengtebanen van rood en geel, met een verhouding in de lengte van 2:1; in de rode baan een gele kroon met drie bladeren.

## Symboliek
De kleuren komen uit het dorpswapen. De rode kleur staat in de heraldiek voor ‘moed en opoffering. De kleur geel heeft als betekenis 'wijsheid en rijkdom'. De kroon is een vlekke-kroon - Akkrum was een vlek, in grootte tussen een stad en een dorp.

## Zie ook

Wapen van Akkrum